# کلودیا سیکوتی
کلودیا سیکوتی (انگلیسی: Claudia Ciccotti؛ زادهٔ ۹ فوریهٔ ۱۹۹۴) بازیکن فوتبال اهل ایتالیا است.
وی همچنین در تیم‌های ملی فوتبال زیر ۱۹ سال، زیر ۲۰ سال و زیر ۲۳ سال زنان ایتالیا بازی کرده است.

## دوران باشگاهی
کلودیا سیکوتی فوتبال جوانان را از ۱۰ سالگی در آکادمی آکسا کالچو (که بعدها به مدرسه فوتبال تاتی تغییر نام داد) آغاز کرد. او در تمرینات مختلط جنسیتی شرکت می‌کرد و در طول سال‌های نوجوانی پیشرفت مداومی در این آکادمی داشت. از سال ۲۰۰۸ تا ۲۰۱۰، سیکوتی برای تیم منطقه‌ای زیر ۱۵ سال >باشگاه فوتبال زنان لاتزیو بازی کرد.
سیکوتی در فصل ۲۰۱۰–۲۰۱۱ به بازی برای لاتزیو ادامه داد و به تیم منطقه‌ای C لاتزیو پیوست و به آنها کمک کرد تا به فینال مسابقات برسند. در فصل بعدی ۲۰۱۰–۲۰۱۱، سیکوتی ۱۶ بازی برای مدرسه فوتبال تاتی در سری C انجام داد و به تیمش برای قهرمانی در جام لاتزیو کمک کرد. در فصل ۲۰۱۱–۲۰۱۲، او به سری آ زنان با تیم لاتزیو سی اف صعود کرد و در آن فصل ۲۳ بازی در سری آ زنان (شامل ۲۱ بازی به عنوان بازیکن اصلی) انجام داد. سپس سیکوتی در تابستان ۲۰۱۲ به رز رم پیوست.
سیکوتی سفر شش ساله خود با رز رم را در فصل ۲۰۱۲–۲۰۱۳ آغاز کرد و بین بازی در سطح بزرگسالان در سری A2 و فوتبال جوانان با تیم جوانان رز رم در نوسان بود. او در سطح بزرگسالان بازیکن ذخیره بود، اما ۱۱ بازی او به تیم جدیدش کمک کرد تا در پایان فصل به سری آ زنان صعود کند. در فصل دوم حضورش در این باشگاه، نفوذ او بر تیم رز رم شروع به افزایش کرد.
در فصل سوم حضورش در رز رم، او به بازیکن ثابت تیم تبدیل شد و به ۱۰۰ بازی در کل دوران حرفه‌ای خود رسید. او همچنین در فصل ۲۰۱۴–۱۵ به عنوان یکی از ۱۱ بازیکن برتر جوان ایتالیا نامزد شد. در فصل پنجم حضورش در رز رم، او به ۱۰۰ بازی در سری آ زنان در کل دوران حرفه‌ای خود رسید (۲۳ بازی با لاتزیو و ۷۷ بازی با رز رم) اما به دلیل مشکلات ناشی از مصدومیت‌های مکرر، زمان بازی او کاهش یافت. در فصل آخر حضورش در رز رم، این هافبک به ۱۰۰ بازی لیگی با این باشگاه رسید قبل از اینکه رز رم مجوز سری آ خود را به باشگاه تازه تأسیس آ.اس. رم به همراه حقوق بازی سیکوتی بفروشد.
در فصل اول حضورش در باشگاه فوتبال زنان آ.اس. رم، این هافبک ۱۷ بازی در لیگ انجام داد و ۳ گل به ثمر رساند، اما با مشکلات بیشتری در مورد مصدومیت‌ها روبرو شد. یک مصدومیت در بازی کوپا ایتالیا او را برای ۷ بازی پیاپی در تمام رقابت‌ها از میدان دور نگه داشت و زمان بازی او در باشگاهش کاهش یافت.
در فصل دوم حضورش در باشگاه فوتبال زنان آ.اس. رم، او به عنوان بازیکن ذخیره خدمت کرد و تنها ۸ بازی انجام داد اما در یک بازی در فصل ۲۰۱۹–۲۰۲۰ بازوبند کاپیتانی را بر بازو بست. در فصل سوم حضورش در آ.اس. رم، او بازگشت قدرتمندی داشت و دوباره به بازیکن تأثیرگذار در زمین تبدیل شد و در مجموع ۱۶ بازی در تمام رقابت‌ها انجام داد. اهمیت او برای تیم توسط آ.اس. رم در ۲۶ مارس ۲۰۲۱ مورد تأیید قرار گرفت، زمانی که سیکوتی قرارداد خود را تا سال ۲۰۲۳ تمدید کرد، او در آن روز کاپیتان آ.اس. رم در دو بازی بود و بخشی از تیم رمی بود که در ۳۰ مه ۲۰۲۱ پس از شکست آ.ث. میلان در فینال جام، کوپا ایتالیا را به دست آورد.

## دوران ملی
سیکوتی در فصل ۲۰۱۱–۲۰۱۲ اولین بازی خود را برای تیم زیر ۱۹ سال ایتالیا انجام داد. او دو بازی در سطح زیر ۱۹ سال انجام داد و یک بازی دیگر نیز برای تیم زیر ۲۰ سال ایتالیا در یک بازی دوستانه مقابل نروژ در همان فصل انجام داد.
در فصل ۲۰۱۲–۲۰۱۳، سیکوتی یک گل برای تیم زیر ۱۹ سال ایتالیا در بازی مقدماتی یورو مقابل یونان که ۱–۱ به پایان رسید به ثمر رساند. در فصل ۲۰۱۵–۲۰۱۶، سیکوتی سه بازی دوستانه به عنوان مدافع میانی برای تیم زیر ۲۳ سال ایتالیا انجام داد.

## سبک بازی
سیکوتی به عنوان بازیکنی همه‌فن‌حریف توصیف شده است که مایل است از هوش و آگاهی فضایی خود برای کمک به تیمش استفاده کند. سیکوتی دارای شوت قدرتمند و تکنیک تکمیل بازی است که او را به تهدیدی گلزن در اطراف یا داخل محوطه جریمه حریف تبدیل می‌کند.